# Вільям Стокс
Вільям Стокс (англ. William Stokes) — ірландський лікар, професор Дублінського університету. Його батько Вітлі Стокс (Whitley Stokes — 1763—1845) був професором медицини в Дублінському університеті, а дід — професором математики.
На честь Стокса названо дихання Чейна — Стокса, синдром Морганьї — Адамса — Стокса. Відомі також два симптоми Стокса.
У 1858 році був обраний членом Королівської Шведської академії наук.
У Стокса було троє дітей: сини Вітлі Стокс (кельтолог), Вільям Стокс (хірург) та дочка Маргарет Стокс (археолог і письменниця).

## Науковий доробок
Вільям Стокс автор понад сотні наукових робіт, однак найвідомішими його працями є:
- A Treatise on the Diagnosis and Treatment of Diseases of the Chest (1837)
- The Diseases of the Heart and Aorta (1854)